# 仕置
日本の中世法・近世法における仕置（しおき・仕置き）は、領主権力における所務（徴税）を除く所領統治全般を指し、狭義には刑罰を指す。

## 概要
戦国時代には大名・国人などの領主層における行政・司法の意味で用いられた。江戸時代に入ると、仕置の中でもその一部分であった刑罰・処罰とその執行などの司法的な側面が占める割合が多くなり、狭義の仕置として刑罰の執行あるいはそれ自体を指すようになる。ただし、西洋から権力分立思想が伝わる近代以前の日本においては行政と司法の分離が行われておらず、仕置が行政業務の一環として行われていたことに留意する必要がある。従って、江戸時代を通じて一般行政の事を仕置と呼ぶことも引き続き行われていた。
仕置について定めた法令としては江戸幕府が定めた『公事方御定書』や『御仕置例類集』などが存在する。